# Сан-Педро-и-Сан-Пабло-Аютла
Сан-Педро-и-Сан-Пабло-Аютла (исп. San Pedro y San Pablo Ayutla)  —   город в Мексике, входит в штат Оахака. Население 1602 человека.

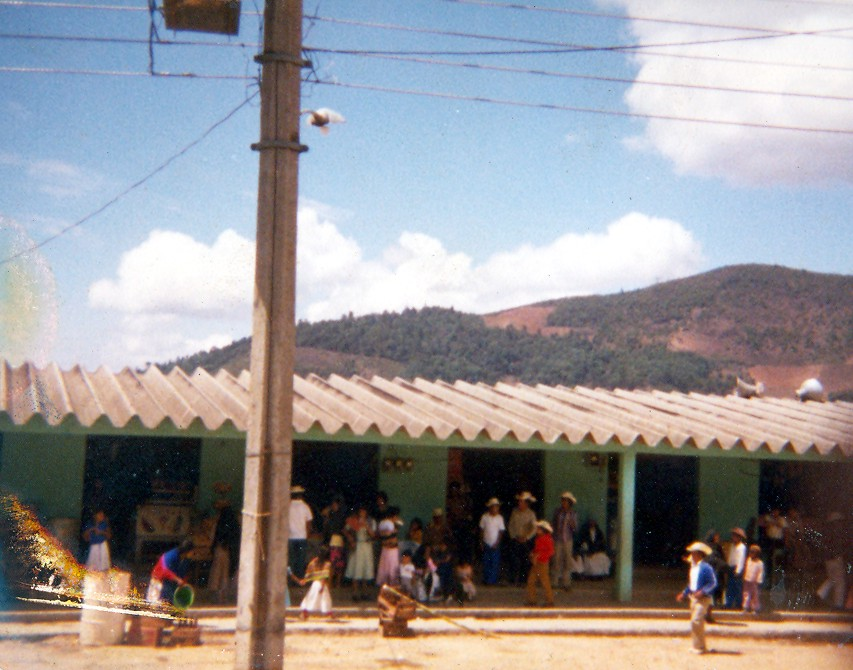
Улица Аютла